# Michael B. Sattler

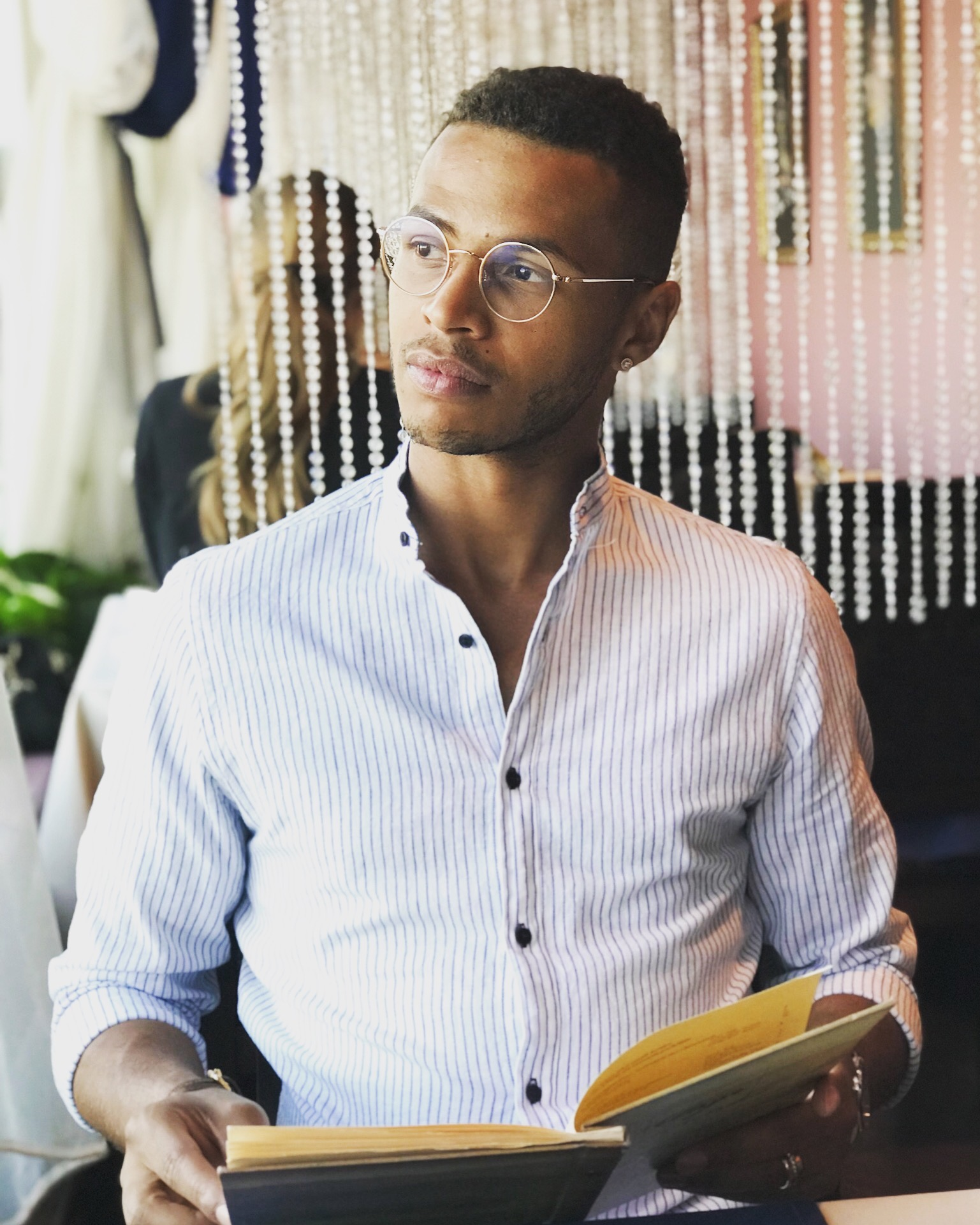
Michael B. Sattler

 Michael Bonganjalo Sattler (* 5. Juni 1990 in Nürnberg, Deutschland) ist ein deutscher Schauspieler, Sänger und Tänzer.

## Werdegang
Michael B. Sattler begann mit fünf Jahren im Kinderchor des Stadttheaters Heidelberg zu singen. Er lernte zudem klassische Geige und spielte sieben Jahre lang als Konzertmeister eines internationalen Jugend-Sinfonieorchesters in Montpellier, Cambridge und Heidelberg. Darüber hinaus gewann er mit dem „jungen Kammerorchester Heidelberg“ 2008 im deutschen Orchesterwettbewerb den 1. Platz.
Nach dem Abitur begann er eine Musicalausbildung an der Stage School in Hamburg, was er mit Auszeichnung im Mai 2014 abschloss.

## Engagements

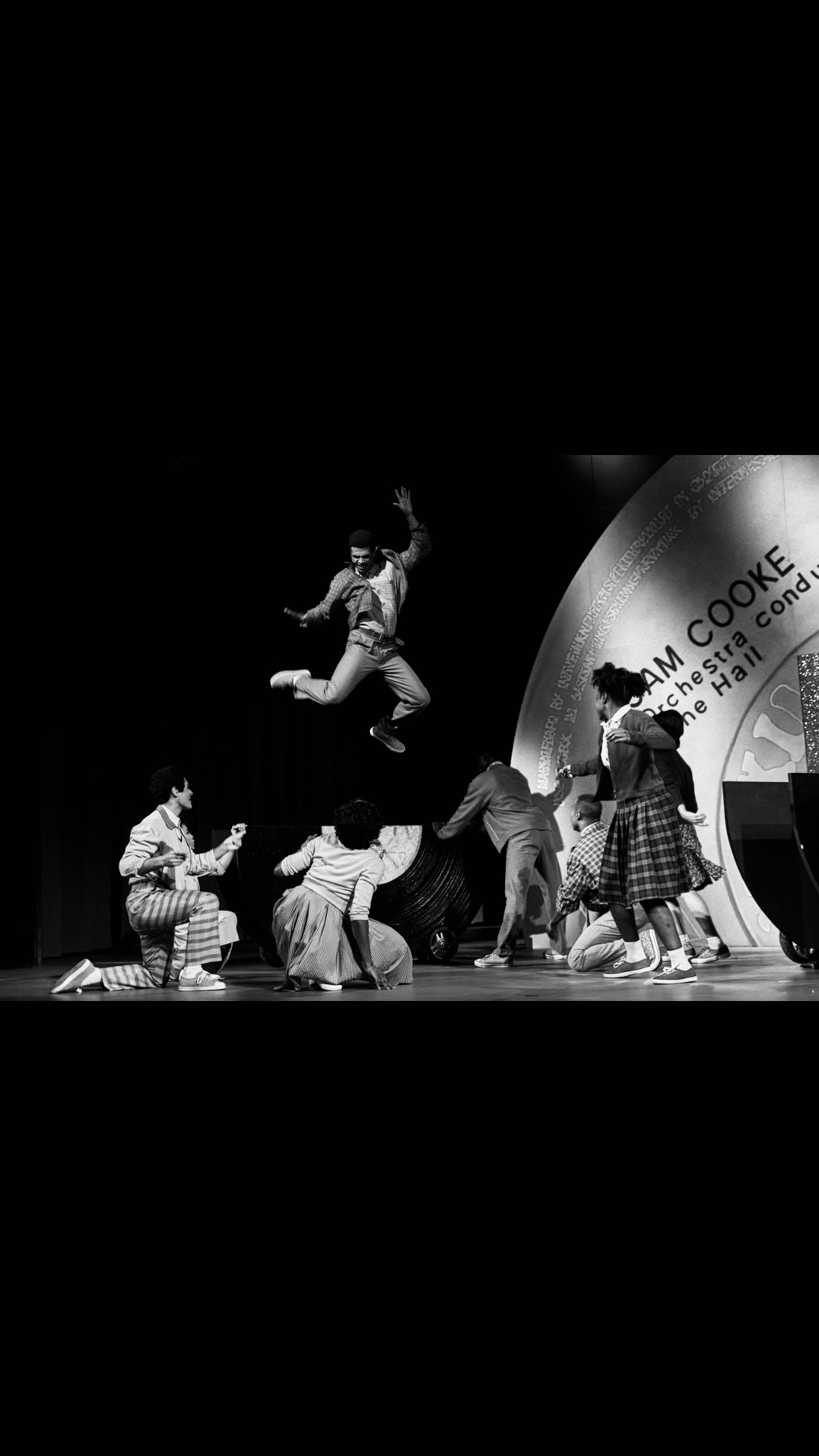
Seaweed

Es folgten Engagements wie z. B.:
- 2012: „Tänzer“ Musikvideo-Dreh „Gerald G.“ (Terri Bjerre) „Goodstuff production-pictures Filmproduktion UG“
- 2014: „the Devine Teasers“ im Schmidts Tivoli Theater Hamburg
- 2014: „Fly me to the Moon“ als „Samy Davis Jr.“ Engelsaaltheater Hamburg
- 2014: „Hair“ Staatstheater Darmstadt als „Steve“ Regie von Sam Brown / Choreografie Ahsley Page
- 2014: „Das Dschungelbuch“ als „Shere Khan“, Kindertheater Altona, Hamburg
- 2015: „Cabaret“ Bad Hersfelder Festspiele als „Bobby“ unter der Regie von Gil Mehmert, Choreografie von Melissa King
- 2015: „West Side Story“ an der Oper Wuppertal als Cover „Bernado/Ensemble“ Regie von Katja Wolf / Choreografie Christopher Tölle
- 2016: „Hair“ am Staatstheater am Gärtnerplatz in München, Regie von Gil Mehmert / Choreografie Melissa King
- 2016: „Kiss me Kate“ Heidelberger Schlossfestspiele in der Rolle des „Bill Callhoun / Lucentio“, Regie von Holger Schultze / Choreografie Kurt Schrepfer
- 2016: „West Side Story.1“ Theater Erfurt, als Dance Captain / Fight Captain / Cover „Bernado“ / Cover „Chino“ und als „Nibbles“ Regie/Choreografie von Pascale Chevreton
- 2017: „Jesus Christ Superstar“ am Staatstheater am Gärtnerplatz als „Andreas“, Regie von Josef Köpplinger / Choreografie Ricarda Ludigkeit / musikalische Leitung Jeff Frohner
- 2017: „der Medicus“ bei Spotlightmsuicals Fulda als „Abduhl“, Regie von Holger Hauer / Choreografie Kim Duddy
- 2017: „Hairspray“ Theater Dortmund als „Seaweed“, Regie/Choreografie von Melissa King
- 2018: „HAIR“ am Staatstheater Karlsruhe als „Hud“, Regie von Ekat Cordes / Choreografie Sean Steven / musikalische Leitung Clemens Rynkowski
- 2018: „Flashdance“ 2Entertain Germany GmbH Tour als „C.C“.
- 2019: „TINA“ Stage Entertainment als „Craig“ cover „Raymond Hill“ / „IKE Turner“ Regie von Phyllida Lloyd / Choreografie Anthony van Laast / musikalische Leitung Nicholas Skilbeck
- 2020: „HUD“ in „HAIR“ Theater Chemnitz Regie von Thomas Winter, Choreografie Jérôme Knols Musikalische Leitung Jakob Brenner
- 2020: „Cabaret“ als „Conférencier“ Theater Chemnitz Regie Erik Petersen / Choreografie Danny Costello
- 2021/2022: „Jesus Christ Superstar“ Theater St. Gallen als „Priester/Ensemble“ Regie Erik Petersen / Choreografie Sabine Arthold
- 2021: „Blondinen bevorzugt“als „Atkins“ Staatsoperette Dresden, Regie Katja Wolf/Thomas Heep / Choreografie Kati Farkas
- 2021/2022 „My fair Lady“ als „Freddy Eynsford Hill“ Oper Chemnitz
- 2022/2024 „HARRY POTTER und das verwunschene Kind“ als „MAZONI/BOB“ mit cover „HARRY POTTER“ & emergency cover „BANE / SPRECHENDER HUT“[4]" von Jack Thorne & John Tiffany. Originalgeschichte von J.K Rowling.[5]